# 打越さく良
打越 さく良（うちこし さくら、1968年〈昭和43年〉1月6日 - ）は、日本の政治家、弁護士。立憲民主党所属の参議院議員（2期）。本名は村木 さく良（むらき さくら）。
夫は刑事裁判を専門とする弁護士の村木一郎。

## 来歴
北海道旭川市に生まれ、浦和市、苫小牧市、浦和市と引っ越しながら育つ。1986年（昭和61年）、お茶の水女子大学附属高等学校を卒業し、東京大学教養学部文科Ⅲ類に入学。1990年（平成2年）、東京大学教養学部教養学科第2卒業、同年東京大学教育学部に学士入学。1993年（平成5年）に卒業し、同年、東京大学大学院教育学研究科修士課程に進学。1996年（平成8年）、修士課程を修了し、博士課程に進学。1998年（平成10年）、司法試験に合格し、東京大学大学院教育学研究科博士課程を中途退学。
司法修習生（53期）を経て、2000年弁護士登録。日弁連両性の平等委員会委員、日弁連家事法政委員会委員、2018年度まで一般社団法人Colabo監事などを務めた。都内の法律事務所に属し、児童虐待防止やドメスティックバイオレンス (DV) 救済などを専門とする。2011年から2015年まで第一次夫婦別姓訴訟弁護団事務局長を務め、2018年に発覚した医学部不正入試問題で角田由紀子とともに弁護団の共同代表を務めた。
2019年3月16日に、立憲民主党が7月の参院選で新潟県選挙区（改選数1）から打越の擁立を検討している、と報じられる。新潟市中央区へ転居して、5月11日に野党統一候補として参院選へ無所属で立候補する意向を正式に表明した。
7月21日の第25回参議院議員通常選挙で、自民党現職で3選を目指す塚田一郎を破り初当選した。自民党は結党から初めて参院選新潟県選挙区の議席を失った。
9月19日に立憲民主党会派へ参加して「選挙には無所属で臨んだものの、立憲民主党に党籍を持っているとして、今後は立憲民主党の参議院議員として活動する」意向を明らかにした。
2020年9月15日に旧立憲民主党と旧国民民主党が2つの無所属グループを加えて新「立憲民主党」を結成すると、新党に参加した。
2021年10月31日の第49回衆議院議員総選挙で立憲民主党は議席を109から96へ減らし、11月2日に枝野幸男代表は引責辞任を表明した。枝野の辞任に伴う代表選挙で西村智奈美の推薦人に名を連ねた。11月30日の代表選で1回目投票は西村、決選投票は逢坂誠二、それぞれへ投じた。
2024年7月16日、立憲民主党公認で翌年7月の第27回参議院議員通常選挙の新潟県選挙区から出馬することが内定した。
同年9月23日の代表選挙で枝野幸男の推薦人に名を連ねた。
同年10月1日、立憲民主党「次の内閣」でネクスト法務大臣となる。
2025年7月3日に第27回参議院議員通常選挙が公示され、新潟県選挙区には打越、自民党新人の元競泳選手の中村真衣、参政党新人の生命保険会社社員の平井恵里子、NHK党新人の元朝霞市議会議員の原田公成の計4人が立候補の届出を出した。7月16日に各メディアは終盤情勢を発表。時事通信は「打越と中村が1議席を巡って接戦」、読売新聞は「打越と中村が横一線のまま」と報じた。7月20日投開票の結果、打越は再選を果たすも、打越の438,592票に対し中村は428,167票と、1万票差まで詰め寄られた。参政党の平井は207,786票を獲得した。JNNの出口調査によれば、新潟県内の10代から40代の投票先は平井が他の候補を抑えトップだった（平井の割合は10～20代で45％、30代で42％、40代で38％）。

## 政策・主張

### 憲法
- 憲法改正について、2019年の朝日新聞社、2025年のNHK、同年の読売新聞社のアンケートで「反対」と回答[26][27][28]。
- 9条への自衛隊の明記について、2025年のNHKのアンケートで「反対」と回答[27]。
- 憲法を改正し緊急事態条項を設けることについて、2025年のNHKのアンケートで「反対」と回答[27]。

### 外交・安全保障
- 「他国からの攻撃が予想される場合には先制攻撃もためらうべきではない」との問題提起に対し、2019年の朝日新聞社のアンケートで「反対」と回答[26]。
- 「北朝鮮に対しては対話よりも圧力を優先すべきだ」との問題提起に対し、2019年の朝日新聞社のアンケートで「どちらかと言えば反対」と回答[26]。
- 日本の防衛力をさらに強化することについて、2025年の日本テレビのアンケートで「反対」と回答[29]。

### ジェンダー
- 選択的夫婦別姓制度の導入について、2019年の朝日新聞社、2025年の日本テレビ、同年の読売新聞社のアンケートで「賛成」と回答[26][29][28]。
- 同性婚を可能とする法改正について、2019年の朝日新聞社、2025年の日本テレビ、同年のNHKのアンケートで「賛成」と回答[26][29][27]。

### その他
- 「治安維持のためプライバシーや個人の権利の制約は当然だ」との問題提起に対し、2019年の朝日新聞社のアンケートで「反対」と回答[26]。
- アベノミクスについて、2019年の朝日新聞社のアンケートで「評価しない」と回答[26]。
- 消費税率を10％より高くすることについて、2019年の朝日新聞社のアンケートで「反対」と回答[26]。
- 物価⾼対策として消費税率を引き下げることについて、2025年の日本テレビのアンケートで「やや賛成」と回答[29]。
- 創作物の表現規制を強く主張し、非実在児童を性的に描写した創作物の製造や閲覧の犯罪化を主張する「子供の性搾取被害悪化の現状に鑑み、国連勧告に沿った児童買春・児童ポルノ禁止法の第三次改正を求めることに関する請願」を参議院に共同提出した[30]。
- 「2025年の参院選後、連携したいと考える政党を次の中からあげてください」との同年の読売新聞社のアンケートに対し「国民民主党、社民党」と回答[28]。

## 所属委員会
厚生労働委員会（理事）、北朝鮮による拉致問題等に関する特別委員会（理事）、憲法審査会
2024年（令和6年）6月14日現在。

## 著書
- 打越さく良『レンアイ、基本のキ――好きになったらなんでもOK?』岩波ジュニア新書、2015年10月21日。ISBN 978-4005008148。
- 打越さく良『なぜ妻は突然、離婚を切り出すのか』祥伝社新書、2015年12月25日。ISBN 978-4396114510。
- 中里見博・能川元一・打越さく良・立石直子・笹沼弘志・清末愛砂『右派はなぜ家族に介入したがるのか――憲法24条と9条』大月書店、2018年5月17日。ISBN 978-4272350438。
- 打越さく良『第３版 Ｑ＆Ａ ＤＶ事件の実務 相談から保護命令・離婚事件まで』日本加除出版、2018年12月28日。ISBN 978-4817845344。
- 打越さく良・佐藤倫子編『司法の現場で働きたい!――弁護士・裁判官・検察官』岩波ジュニア新書、2018年3月21日。ISBN 978-4005008681。

## 選挙歴
| 当落 | 選挙                     | 執行日         | 年齢 | 選挙区       | 政党       | 得票数     | 得票率 | 定数 | 得票順位 /候補者数 | 政党内比例順位 /政党当選者数 |
| ---- | ------------------------ | -------------- | ---- | ------------ | ---------- | ---------- | ------ | ---- | ------------------ | ---------------------------- |
| 当   | 第25回参議院議員通常選挙 | 2019年07月21日 | 51   | 新潟県選挙区 | 無所属     | 52万1717票 | 50.49% | 1    | 1/3                | /                            |
| 当   | 第27回参議院議員通常選挙 | 2025年07月20日 | 57   | 新潟県選挙区 | 立憲民主党 | 43万8592票 | 40.20% | 1    | 1/4                | /                            |